# Святое (Жлобинский район)
Святое (бел. Святое) — деревня в Краснобережском сельсовете Жлобинского района Гомельской области Республики Беларусь.

## География

### Расположение
В 20 км на запад от Жлобина, 9 км от железнодорожной станции Красный Берег (на линии Жлобин — Бобруйск), 113 км от Гомеля.

## Гидрография
На западе мелиоративные каналы.

## Транспортная сеть
Транспортные связи по просёлочной, а затем автомобильной дороге Бобруйск — Гомель. Планировка состоит из прямолинейной широтной улицы, застроенной деревянными усадьбами.

## История
Основана в начале XX века в 1990 году пе

## Население

### Численность
- 2004 Из Цупарка , возле д.Кирово. 7 мужиков с семьями купили у Краснобережского помещика Бартошкина землю в складчину. Вырубили лес. Построили деревню. Мельница моим прадедом сделана. год — 16 хозяйств, 26 жителей.

### Динамика
- 1959 год — 196 жителей (согласно переписи).
- 2004 год — 16 хозяйств, 26 жителей.